# Love Is Time Sixth Sense
《Love Is Time Sixth Sense》는 엠씨 더 맥스의 두 번째 정규 음반이다. 
일본의 록 밴드 안전지대의 다마키 코지와 일본 여가수 히로세 코미의 곡을 일부 받아 구성하였다. 이 중 〈사랑의 時〉와 〈Sixth Sense〉는 안전지대의 앨범에도 삽입되어있다. 이 두 곡은 다마키 코지가 작곡한 곡인데, 다마키 코지가 자신의 앨범에서도 발매한 것이다. 이 때문에 엠씨 더 맥스가 리메이크했다는 논란에 있기도 한데, 사실이 아니다. 록 발라드적인 성격이 많이 나타나는 앨범이다.

## 곡
1. 별 (이태윤 작곡, 도윤숙 작사)
2. 그대는 눈물겹다 (히로세 코미 작곡, 양재선 작사)
3. 사랑의 時 (다마키 코지 작곡, 채정은 작사)
4. Sixth Sense(六感) (다마키 코지 작곡, 조은희 작사)
5. 낮달 (히로세 코미 작곡, 조은희 작사)
6. Come With Me (Follow Me) (이수 작사·곡)
7. 하루가 십년이 되는 날 (R.P.M 작곡, 조은희 작사)
8. Like A Wind (Anders Johansson 작곡, 조은희 작사)
9. For You (이태윤 작곡, 도윤숙 작사)
10. 사랑하고 싶었어 Ⅱ (신동우 작곡, 이단희 작사)
11. Something Love (제이 윤 작사·곡)
12. Find My True Self Part Ⅱ (이수 작사·곡)
13. 사랑의 時 (Instrumental)
14. 그대는 눈물겹다 (Instrumental)
15. Sixth Sense (Instrumental)